# Wotan
Wotan ist eine Figur in Richard Wagners Opernzyklus Der Ring des Nibelungen (uraufgeführt 1876), die in den Einzelteilen Das Rheingold, Die Walküre und Siegfried auftritt. Der Name Wotan ist dabei Richard Wagners (langobardische) Variante des Namens des germanischen Gottes Wodan (Odin). Wagner selbst bezeichnete das Wesen seiner Figur als „Summe der Intelligenz der Gegenwart“. Als Sänger ist er ein Bariton.

## Wotans Rolle in der Opernhandlung
Wotan tritt in den jeweiligen Opern erst auf, nachdem sich die Grundhandlung entwickelt hat.
Im ersten Teil des Rings des Nibelungen, Das Rheingold, erwartet Wotan mit den anderen Göttern die Fertigstellung der Burg Walhall, deren Bau er bei den Riesen Fasolt und Fafner in Auftrag gegeben hatte. Als diese den vereinbarten Lohn, die Göttin Freia beanspruchen, versucht Wotan einen Ersatz-Lohn auszuhandeln. Der Halbgott Loge berichtet von einem Nibelungenschatz, und die Riesen lassen sich darauf ein. Wotan und Loge ziehen damit ins Reich der Nibelungen. In der Tat gelingt es ihnen durch eine List, dem Zwerg Alberich den Schatz zu rauben und ebenso einen Macht verleihenden Ring und eine Tarnkappe. Die Riesen verlangen alles Mitgebrachte und verzichten auf die Göttin, geraten aber in Streit, und einer erschlägt den anderen.
Im zweiten Teil des Opernzyklus, Die Walküre, beauftragt Wotan seine Tochter Brünnhilde, eine Waffen tragende Jungfrau (Schildmaid), dem Recken Siegmund im Kampf beizustehen. Siegmund steht ein Kampf mit Hunding bevor, dessen Frau Sieglinde er zuvor entführt hatte. Siegmund ist der Sohn des Gottes und zugleich dessen Hoffnung, den an die Riesen verlorenen Zauberring zurückzuerlangen. Wotans Frau Fricka, als Göttin Hüterin der Ehe, verbietet jedoch Siegmunds Sieg. Wotan muss daraufhin den Brünnhilde erteilten Auftrag zurückziehen. Im späteren Kampf verteidigt diese jedoch Siegmund, den Wotan deshalb eigenhändig erschlagen muss. Brünnhilde flieht zunächst, wird aber von Wotan eingeholt. Er kündigt ihr eine harte Strafe an. Brünnhilde soll in Schlaf versenkt werden, aus dem sie der erste vorbeikommende Mann erwecken wird. Im Disput erklärt ihr Wotan den Zwiespalt, in dem er lebt und lässt sich schließlich erweichen, die Strafe abzumildern. Brünnhilde wird dazu mit einem mächtigen Feuer umgeben.
Im dritten Opernabend, Siegfried, heißt Wotan Wanderer. Er sucht den Schmied Mime auf, der den inzwischen geborenen Sohn von Siegmund und Sieglinde, Siegfried großgezogen hat. Mime will selber an den Ring kommen, der von dem Riesen Fafner in einer Höhle bewacht wird. Wotan kündigt Mime in einem gleichnishaften Dialog an, dass Siegfried den Riesen und auch Mime töten wird. Von der weisen Erda hofft Wotan einen Ausweg aus seiner Lage zu erfahren, doch vergeblich. Vor der Höhle des Riesen trifft Wotan Alberich, dem er im Rheingold den Ring geraubt hatte. Auch Alberich macht sich Hoffnung auf den Ring. Nachdem die Voraussage von Wotan aufgegangen ist, zieht Siegfried mit den beim Riesen gefundenen Trophäen, Ring und Tarnkappe, zum Walkürenfelsen. Wotan stellt sich ihm in den Weg, aber Siegfried zerschlägt Wotans Speer und durchschreitet das Feuer.
Im vierten Teil, der Götterdämmerung, tritt Wotan nicht mehr auf, die Handlung nimmt jedoch Bezug auf ihn, insbesondere bei der Begegnung Brünnhildes mit ihrer Schwester Waltraute.

## Wotans Auftritte (chronologisch)
- Das Rheingold
  - 2. Szene: Die Götter, Loge, die Riesen
  - 3. Szene: Wotan, Loge, Mime, Alberich
  - 4. Szene: Die Götter, Loge, die Riesen
- Die Walküre
  - 2. Akt, 1. Szene: Wotan und Brünnhilde, Wotan und Fricka
  - 2. Akt, 2. Szene: Wotan und Brünnhilde
  - 2. Akt, 5. Szene: Siegmund, Sieglinde, Hunding, Brünnhilde, Wotan
  - 3. Akt, 2. Szene: Walküren, Brünnhilde, Wotan
  - 3. Akt, 3. Szene: Brünnhilde und Wotan
- Siegfried
  - 1. Akt, 2. Szene: Wotan und Mime
  - 2. Akt, 1. Szene: Wotan und Alberich
  - 3. Akt, 1. Szene: Wotan und Erda
  - 3. Akt, 2. Szene: Wotan und Siegfried

## Besetzung bei den Bayreuther Festspielen
Alle Sänger des Wotan bei den Bayreuther Festspielen.
| Von  | Bis  | Sänger |
| ---- | ---- | --- |
| 1876 |      | Franz Betz |
| 1896 |      | Hermann Bachmann, Carl Perron                                                                                        |
| 1897 |      | Carl Perron, Anton van Rooy                                                                                          |
| 1899 |      | Anton van Rooy |
| 1901 | 1902 | Anton van Rooy, Theodor Bertram                                                                                      |
| 1904 | 1906 | Theodor Bertram |
| 1908 | 1914 | Walter Soomer |
| 1924 |      | Carl Braun |
| 1925 |      | Friedrich Schorr |
| 1927 | 1928 | Josef Correck, Friedrich Schorr                                                                                      |
| 1930 |      | Friedrich Schorr |
| 1931 |      | Rudolf Bockelmann, Friedrich Schorr                                                                                  |
| 1933 | 1934 | Rudolf Bockelmann, Jaro Prohaska                                                                                     |
| 1936 | 1938 | Rudolf Bockelmann |
| 1939 | 1941 | Rudolf Bockelmann, Jaro Prohaska                                                                                     |
| 1942 |      | Rudolf Bockelmann, Jaro Prohaska                                                                                     |
| 1951 |      | Sigurd Björling |
| 1952 |      | Hans Hotter, Hermann Uhde                                                                                            |
| 1953 | 1958 | Hans Hotter |
| 1960 |      | Jerome Hines (Walküre), Hermann Uhde (Rheingold, Siegfried)                                                          |
| 1961 |      | Jerome Hines (Rheingold, Walküre), James Milligan (Siegfried)                                                        |
| 1962 |      | Otto Wiener |
| 1963 |      | Theo Adam (Rheingold), Jerome Hines (Walküre), Otto Wiener (Siegfried)                                               |
| 1964 |      | Theo Adam (Rheingold, Walküre), Hubert Hofmann (Siegfried)                                                           |
| 1965 |      | Theo Adam (Rheingold, Walküre), Josef Greindl (Siegfried)                                                            |
| 1966 | 1967 | Theo Adam |
| 1968 |      | Theo Adam (Rheingold, Walküre), Josef Greindl (Siegfried)                                                            |
| 1969 | 1972 | Theo Adam, Thomas Stewart                                                                                            |
| 1973 | 1975 | Theo Adam, Donald McIntyre                                                                                           |
| 1976 | 1980 | Donald McIntyre |
| 1983 | 1986 | Siegmund Nimsgern |
| 1988 |      | John Tomlinson (Rheingold, Walküre), Franz Mazura (Siegfried)                                                        |
| 1989 | 1992 | John Tomlinson |
| 1994 | 1998 | John Tomlinson |
| 2000 | 2004 | Alan Titus |
| 2006 |      | Falk Struckmann |
| 2007 | 2010 | Albert Dohmen |
| 2013 | 2015 | Wolfgang Koch |
| 2016 |      | Iain Paterson (Rheingold), John Lundgren (Walküre, Siegfried)                                                        |
| 2017 |      | Iain Paterson (Rheingold), John Lundgren (Walküre), Thomas J. Mayer (Siegfried)                                      |
| 2018 |      | John Lundgren (Walküre), Greer Grimsley (Walküre)                                                                    |
| 2021 |      | Tomasz Konieczny (Walküre)                                                                                           |
| 2022 |      | Egils Silinš (Rheingold), Tomasz Konieczny (Walküre, II. Akt; Siegfried), Michael Kupfer-Radecky (Walküre, III. Akt) |
| 2023 | 2024 | Tomasz Konieczny (Rheingold, Walküre, Siegfried)                                                                     |